# Уличная магия

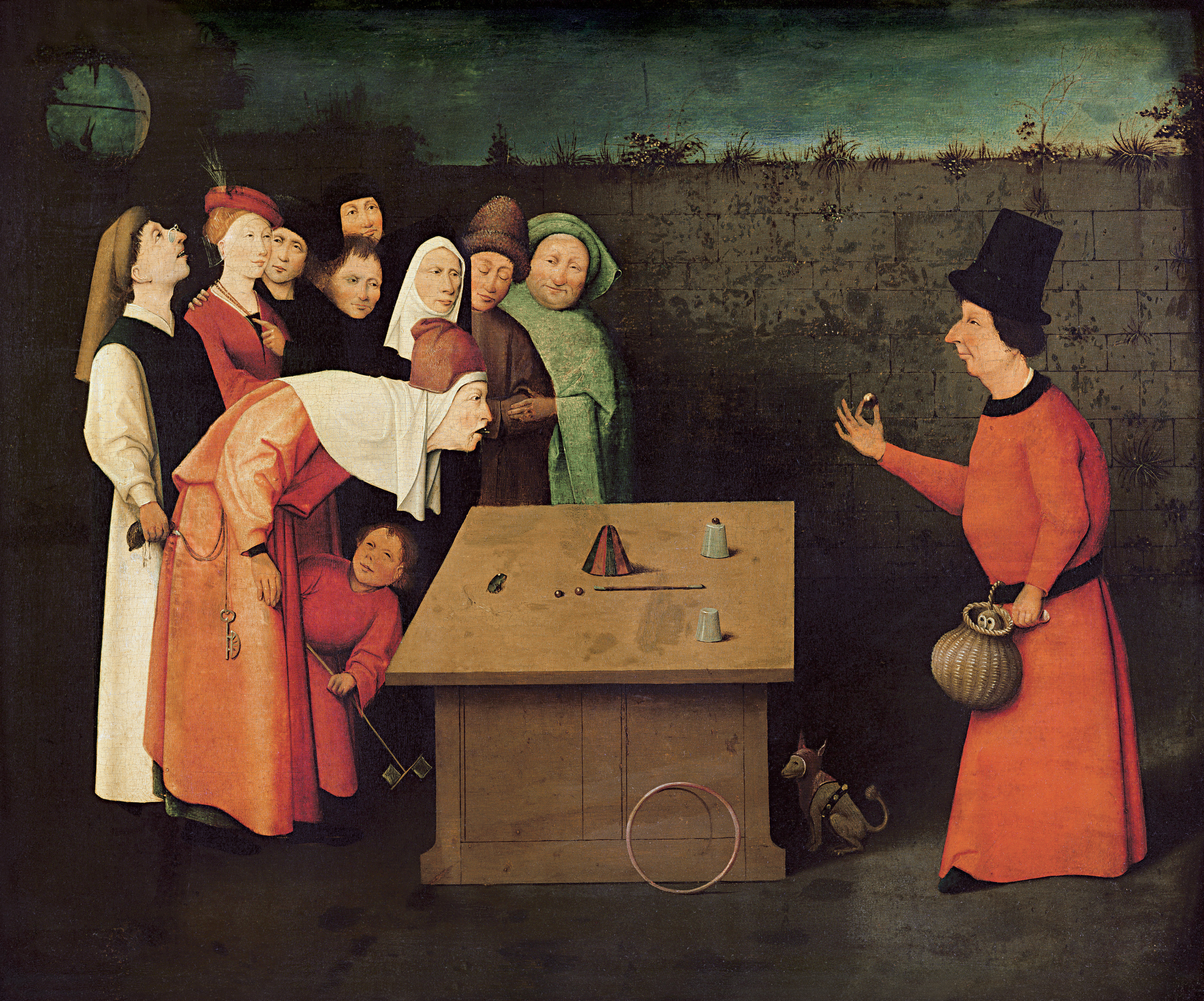
Фокусник. Художник Иероним Босх, 1496—1520 гг.

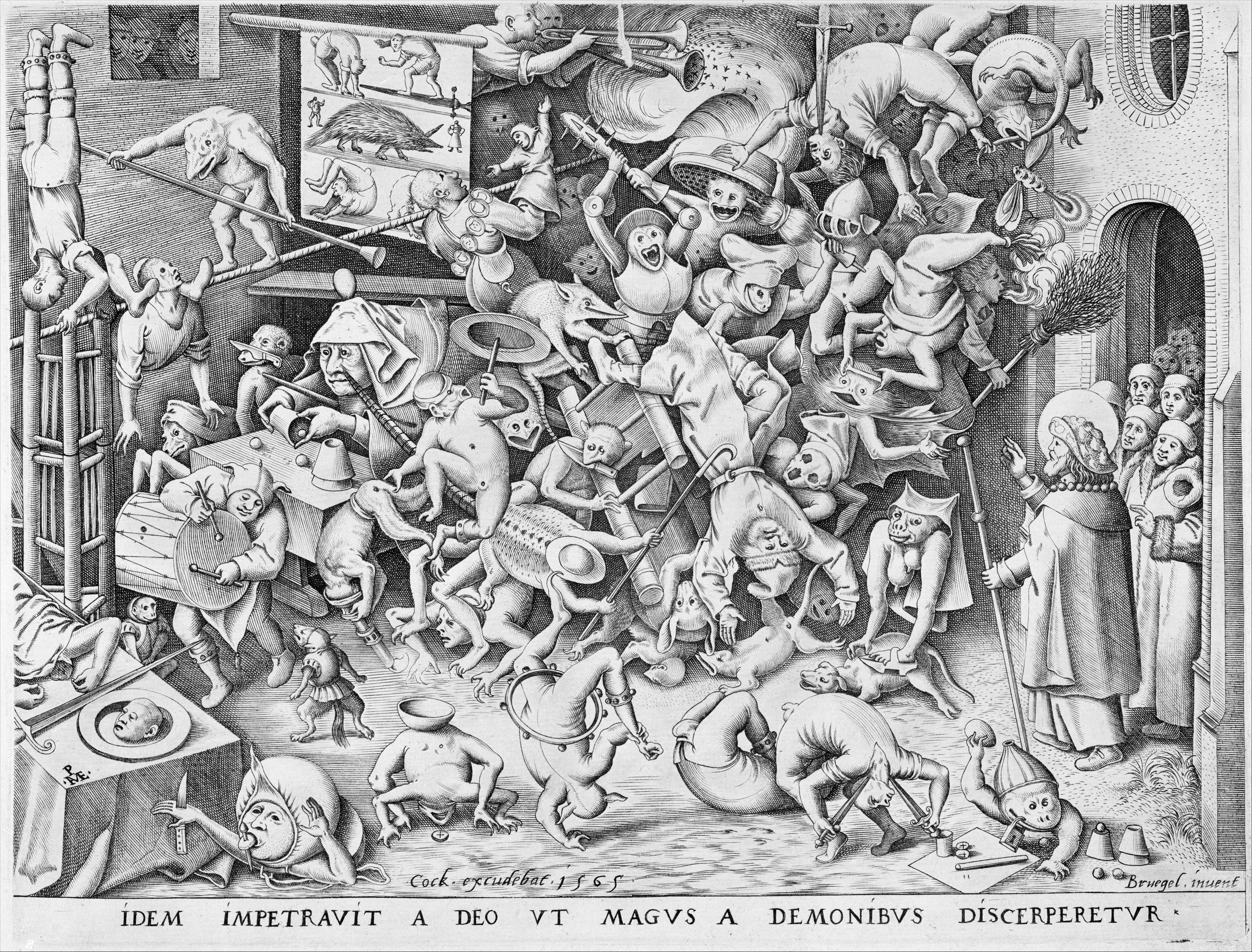
Св. Иаков, свергающий с трона мага Гермогена и разгоняющий дьяволов. Художник Питер Брейгель, 1565 г.
Картина изображает Святого Иакова, свергающего с трона мага. В обличье дьяволов предстают бродячие артисты, чьё искусство считалось в те времена сатанинским. Среди прочих художник изобразил и нескольких демонстраторов уличной магии. Представлен весь их средневековый репертуар: «отсечение головы Иоанна», выступление «факира», протыкающего язык гвоздём, а кисть правой руки — ножом, «игра с кубками». Ещё один исполнитель держит в руке яйцо — извечный реквизит фокусников, на губах его висячий замок (этот трюк, секрет которого в конструкции замка, удержался в репертуаре до конца XIX века).

У́личная ма́гия — направление иллюзионизма, специализирующееся на уличных представлениях.

## Общие сведения
Уличная магия как разновидность уличных представлений известна давно. Считается, что её элементы, например, мошенничество, называемое сегодня «Игрой в напёрстки», существовали уже в Древней Греции. В Новое время различные сценки с уличными фокусниками изображались в работах многих художников, например, Иеронима Босха, Уильяма Хогарта, Питера Брейгеля.

## Стили представлений уличной магии
Условно выделяют два стиля уличных магических шоу. Традиционный и более старый — магия в виде небольшого спектакля. Второй, сравнительно новый — магия экспромта.

### Магия спектакля
Магия спектакля состоит из набора трюков, длящихся небольшое, но заметное, до нескольких десятков минут, время. Имеет своей целью денежный заработок. В этом случае фокусники обычно работают для прохожих, пытаясь увлечь их своим искусством. Трюки строятся преимущественно на ловкости рук с использованием карт и других мелких предметов, а также на так называемом ментализме. При этом способность развлекать и удерживать внимание зрителей порой важнее качества самого фокуса.

### Магия экспромта
Магия экспромта состоит из проведения в публичном месте одного или двух эффектных и скоротечных трюков. Её целью является не сбор денег со зрителей, а создание впечатления случайности, непреднамеренности события. При этом происходящее снимается для дальнейшего распространения в виде собственной рекламы или коммерческих фильмов. Стиль и термин «Магия экспромта» (англ. Guerrilla magic) придумал и популяризировал с 1997 года для своего телевизионного шоу американский иллюзионист Дэвид Блейн. Позже, в 2013 году, по мотивам его выступлений вышел документальный фильм «Дэвид Блейн. Реальность или магия».
С уважением относясь к этому стилю, некоторые представители магического цеха, например, Джейми Суисс (англ. Jamy Swiss), полагают, что магия экспромта преимущественно ассоциируется лишь с ограниченным кругом иллюзионистов, работающих для телевидения и рекламирующих свои достижения для их продажи фокусникам-любителям.

## Некоторые иллюзионисты жанра уличной магии
- Дэвид Блейн
- Гарри Гудини
- Пенн Джиллетт
- Ханс Клок
- Дэвид Копперфильд
- Сергей Савка
- Стив Фрейн
- Крисс Энджел

## Некоторые трюки уличной магии
- Напёрстки
- Исчезновение статуи Свободы

## Некоторые шоу уличной магии
- Магия Крисса Энджела.
- Шоу Уличная магия на телеканале «Пятница!»[10].